# تماشاخانه روئر

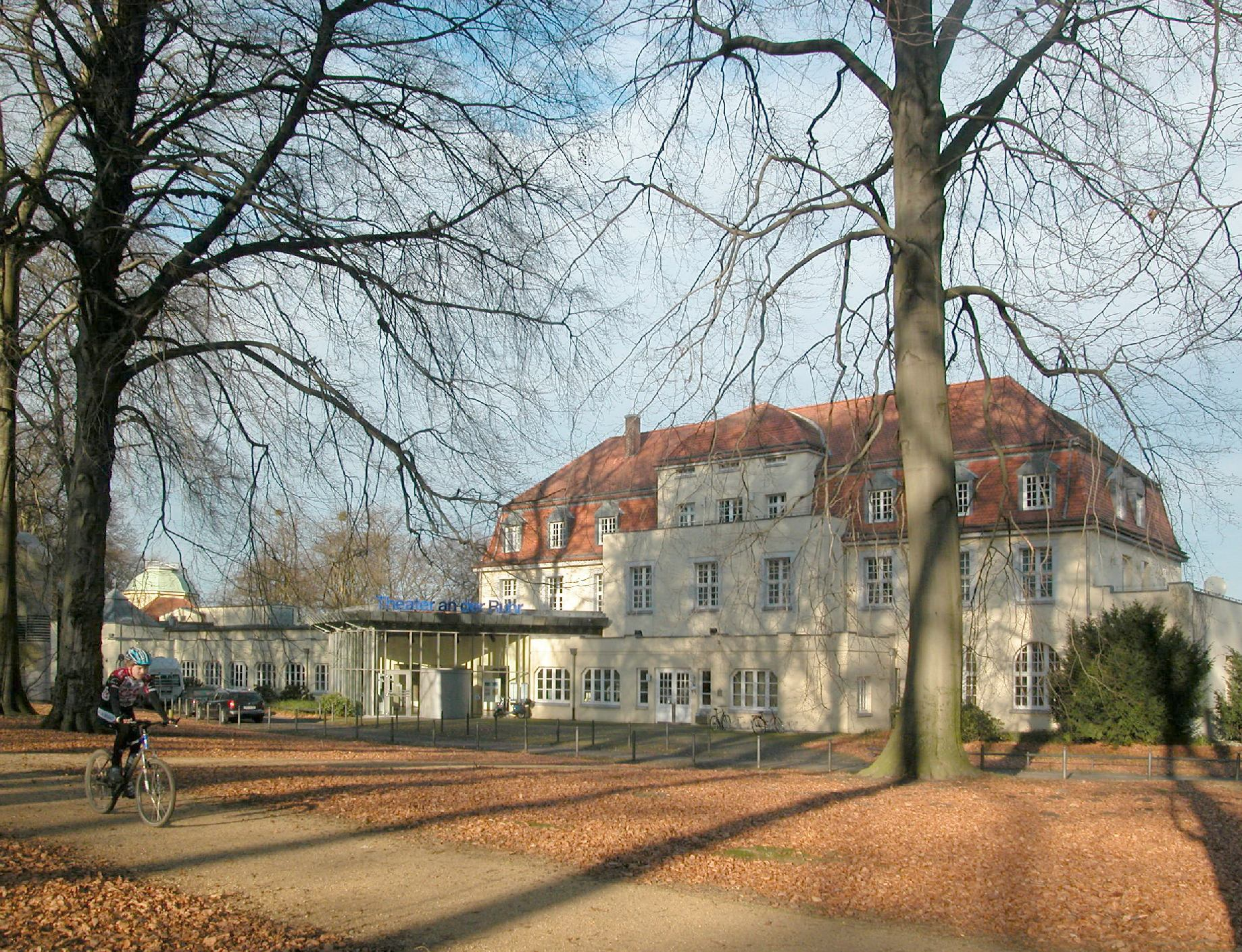
تماشاخانهٔ روئر

تماشاخانهٔ روئر تماشاخانه‌ای است در نوردراین-وستفالن در آلمان که در سال ۱۹۸۰ ساخته شده است.